# Tirreno-Adriatico 2011
De Tirreno-Adriatico 2011 was de 46e editie van deze etappekoers die in Italië wordt verreden. De koers, die van 9 tot 15 maart plaatsvond, ging over zeven etappes en was in totaal 1075,1 kilometer lang. De start van de eerste etappe, een ploegentijdrit, vond plaats in Marina di Carrara en de laatste etappe, een individuele tijdrit, vond plaats in San Benedetto del Tronto. Deze wedstrijd maakte deel uit van de UCI World Tour 2011. Titelverdediger was de Italiaan Stefano Garzelli.

## Startlijst
Er namen twintig ploegen deel, waarvan 18 UCI World Tour-ploegen en 2 wildcards.
| 18 UCI World Tour-ploegen | 18 UCI World Tour-ploegen | 18 UCI World Tour-ploegen | 2 wildcards               |
| ------------------------- | ------------------------- | ------------------------- | ------------------------- |
| AG2R-La Mondiale          | Team Katjoesja            | Quick Step                | Farnese Vini-Neri Sottoli |
| Pro Team Astana           | Lampre-ISD                | Rabobank                  | Acqua & Sapone            |
| BMC Racing Team           | Team Leopard-Trek         | Team RadioShack           |                           |
| Euskaltel-Euskadi         | Liquigas-Cannondale       | Saxo Bank-Sungard         |                           |
| Team Garmin-Cervélo       | Team Movistar             | Sky ProCycling            |                           |
| Team HTC-High Road        | Omega Pharma-Lotto        | Vacansoleil-DCM           |                           |

## Etappeoverzicht
| #  | datum    | etappe                           | afstand | type                | winnaar           | ploeg               |
| -- | -------- | -------------------------------- | ------- | ------------------- | ----------------- | ------------------- |
| 1e | 9 maart  | Marina di Carrara                | 16,8 km | Ploegentijdrit      | Rabobank          | Rabobank            |
| 2e | 10 maart | Carrara - Indicatore (Arezzo)    | 202 km  | Vlakke rit          | Tyler Farrar      | Team Garmin-Cervélo |
| 3e | 11 maart | Terranuova Bracciolini - Perugia | 189 km  | Vlakke rit          | Juan José Haedo   | Saxo Bank-Sungard   |
| 4e | 12 maart | Narni - Chieti                   | 240 km  | Heuvelrit           | Michele Scarponi  | Lampre-ISD          |
| 5e | 13 maart | Chieti - Castelraimondo          | 240 km  | Heuvelrit           | Philippe Gilbert  | Omega Pharma-Lotto  |
| 6e | 14 maart | Ussita - Macerata                | 178 km  | Heuvelrit           | Cadel Evans       | BMC Racing Team     |
| 7e | 15 maart | San Benedetto del Tronto         | 9,3 km  | Individuele tijdrit | Fabian Cancellara | Team Leopard-Trek   |

## Uitslagen

### 1e etappe
| Marina di Carrara (ploegentijdrit) 16,8 km |                     |        |
| Plaats                                     | Ploeg               | Tijd   |
| 1                                          | Rabobank            | 18'08" |
| 2                                          | Team Garmin-Cervélo | op 9"  |
| 3                                          | Team HTC-High Road  | op 10" |

| Tussenstand |                     |                   |        |
| Plaats      | Naam                | Ploeg             | Tijd   |
| Blauwe trui | Lars Boom           | Rabobank          | 18'08" |
| 2           | Sebastian Langeveld | Rabobank          | z.t.   |
| 3           | Robert Gesink       | Rabobank          | z.t.   |
|             |                     |                   |        |
| 19          | Nick Nuyens         | Saxo Bank-Sungard | op 11" |

### 2e etappe
| Rituitslag Carrara - Indicatore (Arezzo) |                     |                   |          |
| Plaats                                   | Naam                | Ploeg             | Tijd     |
| Winnaar                                  | Tyler Farrar        | Garmin-Cervélo    | 4u56'06" |
| 2                                        | Alessandro Petacchi | Lampre-ISD        | z.t.     |
| 3                                        | Juan José Haedo     | Saxo Bank-Sungard | z.t.     |
|                                          |                     |                   |          |
| 6                                        | Greg Van Avermaet   | BMC Racing Team   | z.t.     |
| 18                                       | Tom Leezer          | Rabobank          | z.t.     |

| Tussenstand |              |                   |          |
| Plaats      | Naam         | Ploeg             | Tijd     |
| Blauwe trui | Tyler Farrar | Garmin-Cervélo    | 5u14'13" |
| 2           | Tom Leezer   | Rabobank          | op 1"    |
| 3           | Lars Boom    | Rabobank          | z.t.     |
|             |              |                   |          |
| 27          | Nick Nuyens  | Saxo Bank-Sungard | op 24"   |

### 3e etappe
| Rituitslag Terranuova Bracciolini - Perugia |                   |                     |          |
| Plaats                                      | Naam              | Ploeg               | Tijd     |
| Winnaar                                     | Juan José Haedo   | Saxo Bank-Sungard   | 4u39'45" |
| 2                                           | Tyler Farrar      | Garmin-Cervélo      | z.t.     |
| 3                                           | Daniel Oss        | Liquigas-Cannondale | z.t.     |
|                                             |                   |                     |          |
| 18                                          | Greg Van Avermaet | BMC Racing Team     | z.t.     |
| 23                                          | Lars Boom         | Rabobank            | z.t.     |

| Tussenstand |                 |                   |          |
| Plaats      | Naam            | Ploeg             | Tijd     |
| Blauwe trui | Tyler Farrar    | Garmin-Cervélo    | 9u53'51" |
| 2           | Juan José Haedo | Saxo Bank-Sungard | op 5"    |
| 3           | Lars Boom       | Rabobank          | op 6"    |
|             |                 |                   |          |
| 24          | Nick Nuyens     | Saxo Bank-Sungard | op 31"   |

### 4e etappe
| Rituitslag Narni - Chieti |                  |                    |          |
| Plaats                    | Naam             | Ploeg              | Tijd     |
| Winnaar                   | Michele Scarponi | Lampre-ISD         | 6u10'59" |
| 2                         | Damiano Cunego   | Lampre-ISD         | z.t.     |
| 3                         | Cadel Evans      | BMC Racing Team    | z.t.     |
|                           |                  |                    |          |
| 6                         | Robert Gesink    | Rabobank           | op 12"   |
| 10                        | Philippe Gilbert | Omega Pharma-Lotto | op 16"   |

| Tussenstand |                   |                     |           |
| Plaats      | Naam              | Ploeg               | Tijd      |
| Blauwe trui | Robert Gesink     | Rabobank            | 16u05'10" |
| 2           | Cadel Evans       | BMC Racing Team     | op 10"    |
| 3           | Ivan Basso        | Liquigas-Cannondale | op 12"    |
|             |                   |                     |           |
| 12          | Greg Van Avermaet | BMC Racing Team     | op 38"    |

### 5e etappe
| Rituitslag Chieti - Castelraimondo |                  |                    |          |
| Plaats                             | Naam             | Ploeg              | Tijd     |
| Winnaar                            | Philippe Gilbert | Omega Pharma-Lotto | 6u43'23" |
| 2                                  | Wout Poels       | Vacansoleil-DCM    | z.t.     |
| 3                                  | Damiano Cunego   | Lampre-ISD         | z.t.     |

| Tussenstand |                  |                     |           |
| Plaats      | Naam             | Ploeg               | Tijd      |
| Blauwe trui | Cadel Evans      | BMC Racing Team     | 22u18'45" |
| 2           | Ivan Basso       | Liquigas-Cannondale | op 2"     |
| 3           | Damiano Cunego   | Lampre-ISD          | op 5"     |
|             |                  |                     |           |
| 5           | Robert Gesink    | Rabobank            | op 5"     |
| 7           | Philippe Gilbert | Omega Pharma-Lotto  | op 23"    |

### 6e etappe
| Rituitslag Ussita - Macerata |                   |                           |          |
| Plaats                       | Naam              | Ploeg                     | Tijd     |
| Winnaar                      | Cadel Evans       | BMC Racing Team           | 4u37'58" |
| 2                            | Giovanni Visconti | Farnese Vini-Neri Sottoli | z.t.     |
| 3                            | Michele Scarponi  | Lampre-ISD                | z.t.     |
|                              |                   |                           |          |
| 6                            | Wout Poels        | Vacansoleil-DCM           | z.t.     |
| 9                            | Philippe Gilbert  | Omega Pharma-Lotto        | z.t.     |

| Tussenstand |                  |                     |           |
| Plaats      | Naam             | Ploeg               | Tijd      |
| Blauwe trui | Cadel Evans      | BMC Racing Team     | 27u26'33" |
| 2           | Michele Scarponi | Lampre-ISD          | op 9"     |
| 3           | Ivan Basso       | Liquigas-Cannondale | op 12"    |
|             |                  |                     |           |
| 4           | Robert Gesink    | Rabobank            | op 15"    |
| 7           | Philippe Gilbert | Omega Pharma-Lotto  | op 33"    |

### 7e etappe
| Rituitslag San Benedetto del Tronto (individuele tijdrit) |                    |                   |        |
| Plaats                                                    | Naam               | Ploeg             | Tijd   |
| Winnaar                                                   | Fabian Cancellara  | Team Leopard-Trek | 10'33" |
| 2                                                         | Lars Boom          | Rabobank          | op 9"  |
| 3                                                         | Adriano Malori     | Lampre-ISD        | op 19" |
|                                                           |                    |                   |        |
| 7                                                         | Sébastien Rosseler | Team RadioShack   | op 24" |

## Eindklassementen
| Plaats      | Naam             | Ploeg               | Tijd      |
| ----------- | ---------------- | ------------------- | --------- |
| Blauwe trui | Cadel Evans      | BMC Racing Team     | 27u37'37" |
| 2           | Robert Gesink    | Rabobank            | + 11"     |
| 3           | Michele Scarponi | Lampre-ISD          | + 15"     |
| 4           | Ivan Basso       | Liquigas-Cannondale | + 24"     |
| 5           | Vincenzo Nibali  | Liquigas-Cannondale | + 30"     |
| 6           | Marco Pinotti    | Team HTC-High Road  | + 39"     |
| 7           | Tiago Machado    | Team RadioShack     | + 42"     |
| 8           | Damiano Cunego   | Lampre-ISD          | + 50"     |
| 9           | Philippe Gilbert | Omega Pharma-Lotto  | + 57"     |
| 10          | Thomas Lövkvist  | Sky ProCycling      | + 58"     |

| Plaats    | Naam             | Ploeg              | Punten |
| --------- | ---------------- | ------------------ | ------ |
| Rode trui | Michele Scarponi | Lampre-ISD         | 26     |
| 2         | Tyler Farrar     | Garmin-Cervélo     | 26     |
| 3         | Cadel Evans      | BMC Racing Team    | 20     |
|           |                  |                    |        |
| 6         | Philippe Gilbert | Omega Pharma-Lotto | 15     |
| 7         | Wout Poels       | Vacansoleil-DCM    | 15     |

| Plaats      | Naam             | Ploeg              | Punten |
| ----------- | ---------------- | ------------------ | ------ |
| Groene trui | Davide Malacarne | Quick Step         | 16     |
| 2           | Javier Aramendia | Euskaltel-Euskadi  | 11     |
| 3           | Gorazd Štangelj  | Pro Team Astana    | 11     |
|             |                  |                    |        |
| 13          | Olivier Kaisen   | Omega Pharma-Lotto | 4      |
| 23          | Wout Poels       | Vacansoleil-DCM    | 1      |

| Plaats     | Naam          | Ploeg           | Punten    |
| ---------- | ------------- | --------------- | --------- |
| Witte trui | Robert Gesink | Rabobank        | 27u37'48" |
| 2          | Simon Clarke  | Pro Team Astana | + 1' 45"  |
| 3          | Wout Poels    | Vacansoleil-DCM | + 1' 52"  |
|            |               |                 |           |
| 11         | Ben Hermans   | Team RadioShack | + 29' 04" |

| Plaats | Ploeg               | Tijd      |
| ------ | ------------------- | --------- |
| 1      | Liquigas-Cannondale | 82u18'57" |
| 2      | Team HTC-High Road  | + 1' 21"  |
| 3      | Euskaltel-Euskadi   | + 4' 01"  |

## Evolutie van de klassementen
| Rit           | Winnaar           | Algemeen klassement | Puntenklassement | Bergklassement   | Jongerenklassement | Ploegenklassement   |
| ------------- | ----------------- | ------------------- | ---------------- | ---------------- | ------------------ | ------------------- |
| 1             | Rabobank          | Lars Boom           | ---              | ---              | Robert Gesink      | Rabobank            |
| 2             | Tyler Farrar      | Tyler Farrar        | Tyler Farrar     | Javier Aramendia | Robert Gesink      | Rabobank            |
| 3             | Juan José Haedo   | Tyler Farrar        | Tyler Farrar     | Javier Aramendia | Robert Gesink      | Rabobank            |
| 4             | Michele Scarponi  | Robert Gesink       | Tyler Farrar     | Javier Aramendia | Robert Gesink      | Liquigas-Cannondale |
| 5             | Philippe Gilbert  | Cadel Evans         | Tyler Farrar     | Davide Malacarne | Robert Gesink      | Team HTC-High Road  |
| 6             | Cadel Evans       | Cadel Evans         | Michele Scarponi | Davide Malacarne | Robert Gesink      | Liquigas-Cannondale |
| 7             | Fabian Cancellara | Cadel Evans         | Michele Scarponi | Davide Malacarne | Robert Gesink      | Liquigas-Cannondale |
| Eindresultaat | Eindresultaat     | Cadel Evans         | Michele Scarponi | Davide Malacarne | Robert Gesink      | Liquigas-Cannondale |

1966 · 1967 · 1968 · 1969 · 1970 · 1971 · 1972 · 1973 · 1974 · 1975 · 1976 · 1977 · 1978 · 1979 · 1980 · 1981 · 1982 · 1983 · 1984 · 1985 · 1986 · 1987 · 1988 · 1989 · 1990 · 1991 · 1992 · 1993 · 1994 · 1995 · 1996 · 1997 · 1998 · 1999 · 2000 · 2001 · 2002 · 2003 · 2004 · 2005 · 2006 · 2007 · 2008 · 2009 · 2010 · 2011 · 2012 · 2013 · 2014 · 2015 · 2016 · 2017 · 2018 · 2019 · 2020 · 2021 · 2022 · 2023 · 2024· 2025
 Tour Down Under · 
 Parijs-Nice · 
 Tirreno-Adriatico · 
 Milaan-San Remo · 
 Ronde van Catalonië · 
 Gent-Wevelgem · 
 Ronde van Vlaanderen · 
 Ronde van het Baskenland · 
 Parijs-Roubaix · 
 Amstel Gold Race · 
 Waalse Pijl · 
 Luik-Bastenaken-Luik · 
 Ronde van Romandië · 
 Ronde van Italië · 
 Critérium du Dauphiné · 
 Ronde van Zwitserland · 
 Ronde van Frankrijk · 
 Clásica San Sebastián · 
 Ronde van Polen · 
  Eneco Tour · 
 Ronde van Spanje · 
 Vattenfall Cyclassics · 
 GP Ouest France-Plouay · 
 Grote Prijs van Quebec · 
 Grote Prijs van Montreal · 
 Ronde van Peking · 
 Ronde van Lombardije